# Stosunki polsko-mołdawskie

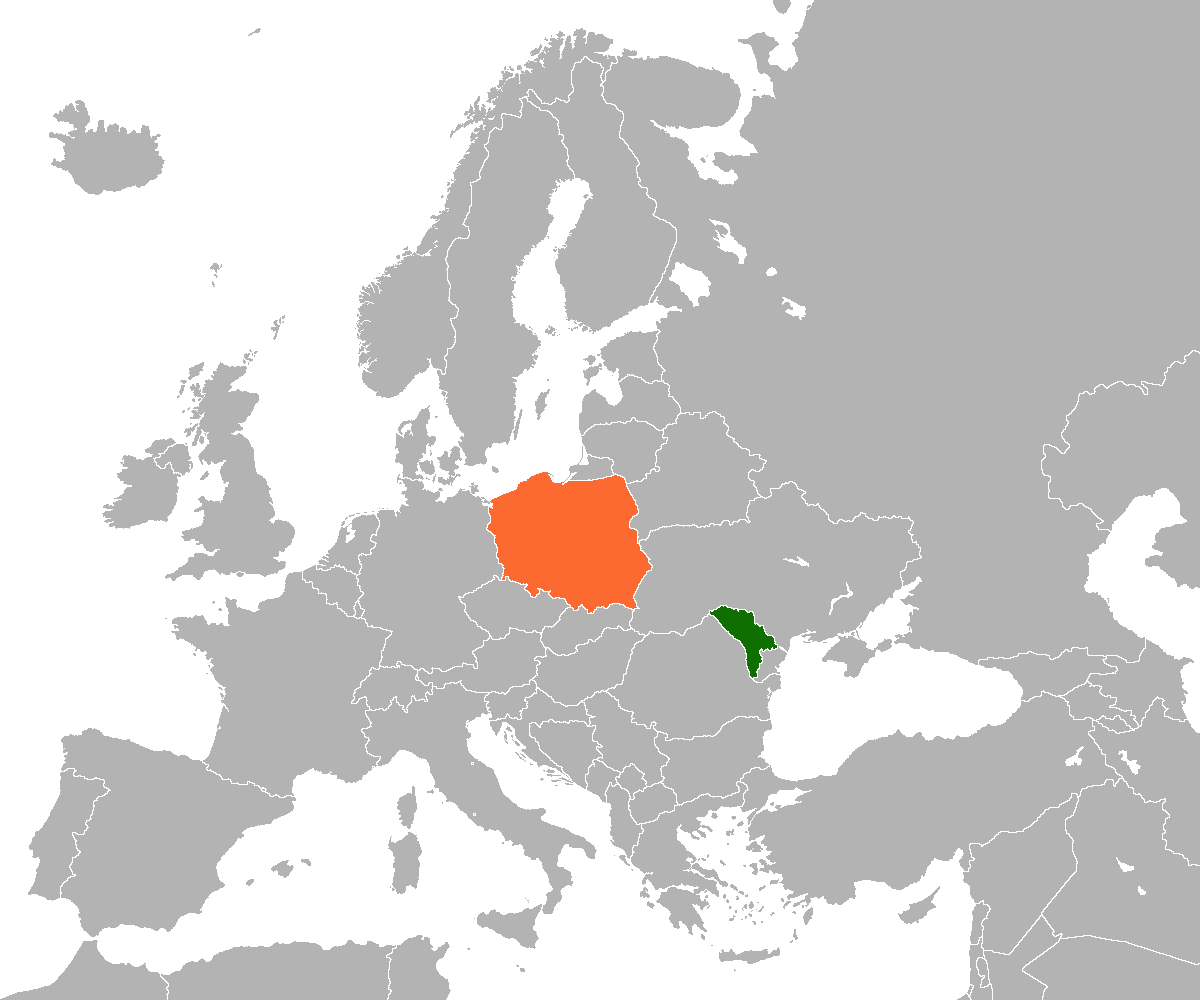
Położenie Polski i Mołdawii

Stosunki polsko-mołdawskie – wzajemne relacje między Polską a Mołdawią.

## Hospodarstwo Mołdawskie
W czasach Królestwa Polskiego i Rzeczypospolitej Obojga Narodów utrzymywano poprawne stosunki z Hospodarstwem Mołdawskim. W 1387 Piotr I Muszatowicz złożył Władysławowi Jagielle hołd lenny ze swoich ziem. Taka forma zależności Mołdawii od Królestwa Polskiego funkcjonowała do 1487, kiedy to te tereny zostały lennem Imperium Osmańskiego. Władze polskie wielokrotnie starały się ponownie odzyskać władzę nad tymi terenami, chcąc oddalić zagrożenie tureckie spod granic Rzeczypospolitej. W 1552 w wyniku intryg Aleksander Lăpușneanu został hospodarem, mimo początkowej pomocy Polski zdecydował się dalej zostać lennikiem tureckim. Ostatni raz podporządkować Polsce hospodarstwo próbował Jan III Sobieski, pomimo trzech prób nie udało się zrealizować celu.

## II RzeczpospolitaiKrólestwo Rumunii[a](1918-1939)
Stosunki dyplomatyczne między II Rzeczypospolitą a Królestwem Rumunii zostały zawiązane 22 czerwca 1919, choć oba państwa współpracowały jeszcze przed nawiązaniem oficjalnych relacji dyplomatycznych. Wojsko Polskie prowadziło wspólnie z armią rumuńska działania przeciwko Zachodnioukraińskiej Republice Ludowej w czasie polsko-ukraińskich walk o Galicję Wschodnią. W tym czasie oddziały rumuńskie w porozumieniu z dowódzwem polskim okupowały Pokucie. Jednocześnie przez Mołdawię repatriowano do kraju 4 Dywizję Strzelców Polskich.
Relacje między Polską i Rumunią w 20-leciu międzywojennym, kiedy dzieliły 338 km wspólnej granicy, były bardzo dobre. Oba państwa podpisały serię traktatów (w 1921, 1926, 1931) ustanawiających sojusz polsko-rumuński, w ramach którego zobowiązywały się do wzajemnej obrony przed wszelką napaścią z zewnątrz. 
Po wybuchu II wojny światowej władze II Rzeczypospolitej na czele z prezydentem Ignacym Mościckim oraz polscy żołnierze przekroczyli granicę z Rumunią, gdzie zostali internowani. Rząd rumuński nie akredytował przedstawiciela przy emigracyjnych władzach RP z premierem Władysławem Sikorskim na czele. W 1940 nakazał zlikwidowanie polskich placówek dyplomatyczno-konsularnych na terytorium Rumunii.
13 sierpnia 1945 Polska Ludowa i Socjalistyczna Republika Rumunii nawiązały stosunki dyplomatyczne. W kwietniu 1946 rozpoczęły działalność przedstawicielstwa dyplomatyczne obu państw.

## III RzeczpospolitaiRepublika Mołdawii(od 1991)

### Współpraca polityczna

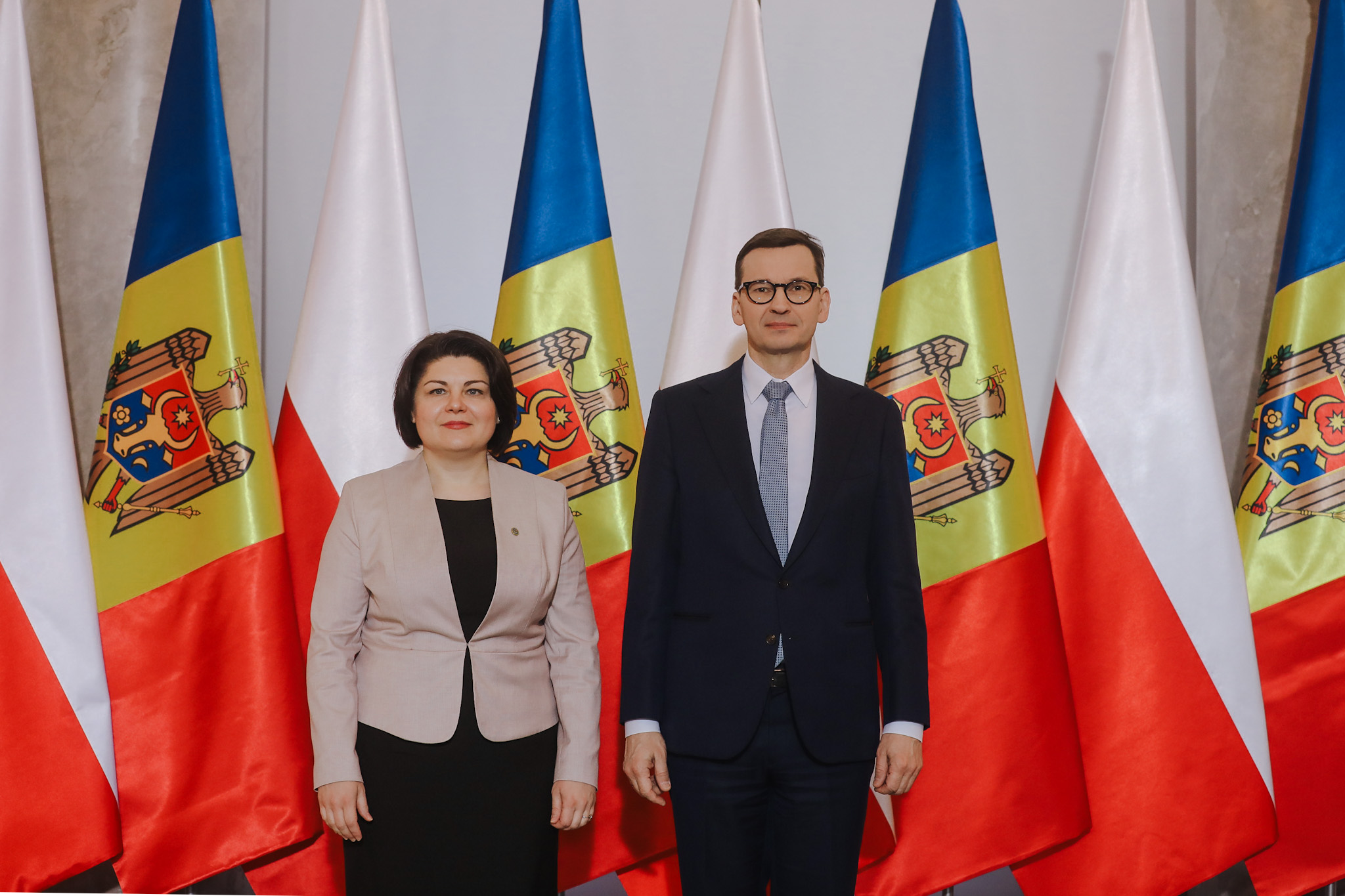
Premier Mołdawii Natalia Gavrilița i premier Polski Mateusz Morawiecki podczas spotkania w Warszawie, 2022

Stosunki dyplomatyczne między Polską a Mołdawią zostały nawiązane 14 lipca 1992, po ogłoszeniu przez ten kraj niepodległości. Polska posiada Ambasadę RP w Kiszyniowie, natomiast Mołdawia w Warszawie.
Polska jest uważana przez Mołdawię za strategicznego partnera, szczególnie w kwestii europejskich aspiracji republiki.

### Współpraca gospodarcza
Według danych z 2023 roku wartość wymiany handlowej osiągnęła wartość 572,3 mln USD (dla porównania w 201721 roku - 560,2 mln USD). Wartość polskiego eksportu do Mołdawii wyniosła 392,8 mln USD, zaś import z Mołdawii – 179,5 mln USD. 
Polski eksport obejmuje przede wszystkim maszyny i urządzenia (chłodziarki, zamrażarki, pralki, sprzęt RTV, podgrzewacze do wody) oraz wyroby przemysłu chemicznego, natomiast po stronie mołdawskiej: metale (sztaby i pręty), druty izolowane i kable oraz artykuły rolno-spożywcze (sok jabłkowy, wina).
Według danych Narodowego Banku Polskiego z końca 2022 roku polskie inwestycje bezpośrednie w Mołdawii na koniec 43,4 mln USD. Inwestycje dotyczą głównie budownictwa, przemysłu przetwórczego i handlu.
W 2021, podczas kryzysu energetycznego, kraj zakupił od Polski milion metrów sześciennych gazu ziemnego (był to pierwszy kontrakt na zakup gazu z innego źródła niż Rosja w historii Mołdawii). Rok później, w czasie ukraińskiego kryzysu uchodźczego, Polska udzieliła 20 mln dolarów nieoprocentowanego kredytu.

### Współpraca rozwojowa
Od 2004 roku Mołdawia znajduje się wśród krajów priorytetowych programu polskiej pomocy rozwojowej.

### Polonia
Zgodnie z danymi ze spisu z 2004 na terenie Mołdawii mieszkało 2383 Polaków, natomiast na terenie Naddniestrza mieszka ich ok. 1100. 